# Люхча
Люхча (укр. Люхча) — село, центр Люхчанского сельского совета Сарненского района Ровненской области Украины.
Население по переписи 2001 года составляло 2216 человек. Почтовый индекс — 34508. Телефонный код — 3655. Код КОАТУУ — 5625484801.

## Местный совет
34508, Ровненская обл., Сарненский р-н, с. Люхча, ул. Центральная, 77.